# Víctor Arano
Víctor Teodoro Arano Armas (né le 7 février 1995 à Cosamaloapan, Veracruz, Venezuela) est un lanceur droitier des Phillies de Philadelphie de la Ligue majeure de baseball.

## Biographie

### Carrière
Víctor Arano signe son premier contrat professionnel en avril 2013 avec les Dodgers de Los Angeles. 
Le 28 août 2014, les Dodgers cèdent Arano aux Phillies de Philadelphie pour compléter l'échange qui avait envoyé le lanceur droitier Roberto Hernández des Phillies aux Dodgers le 7 août précédent.
Víctor Arano fait ses débuts dans le baseball majeur avec Philadelphie le 12 septembre 2017.